# Coppa panamericana maschile di pallavolo 2017
La Coppa panamericana maschile di pallavolo 2017 si è svolta dal 25 al 30 luglio 2017 a Gatineau, in Canada: al torneo hanno partecipato otto squadre nazionali tra nordamericane e sudamericane e la vittoria finale è andata per la prima volta all'Argentina.

## Impianti
|                                                                             |  |  |
|                                                                             |  |  |
| Robert Guertin Centre Città: Gatineau Capienza: 4 000 Anno d'apertura: 1952 |  |  |

## Regolamento

### Formula
Le squadre hanno disputato una prima fase a gironi con formula del girone all'italiana; al termine della prima fase:
- Le prime tre classificate di ogni girone hanno acceduto alla fase finale per il primo posto, strutturata in quarti di finale, a cui hanno partecipato solo la seconda e la terza classificata, semifinali, finale per il terzo posto e finale.
- L'ultima classificata di ogni girone e le due eliminate ai quarti di finale della fase finale per il primo posto hanno acceduto alla fase finale per il quinto posto, strutturata in semifinali, finale per il settimo posto e finale per il quinto posto.

### Criteri di classifica
Se il risultato finale è stato di 3-0 sono stati assegnati 5 punti alla squadra vincente e 0 a quella sconfitta, se il risultato finale è stato di 3-1 sono stati assegnati 4 punti alla squadra vincente e 1 a quella sconfitta, se il risultato finale è stato di 3-2 sono stati assegnati 3 punti alla squadra vincente e 2 a quella sconfitta.
L'ordine del posizionamento in classifica è stato definito in base a:
- Numero di partite vinte;
- Punti;
- Ratio dei set vinti/persi;
- Ratio dei punti realizzati/subiti;
- Risultati degli scontri diretti.

## Squadre partecipanti
| Squadra         | Qualificazione      | Ultima partecipazione |
| --------------- | ------------------- | --------------------- |
| Argentina       | -                   | Messico 2016          |
| Canada          | Paese organizzatore | Messico 2016          |
| Cuba            | -                   | Messico 2016          |
| Messico         | -                   | Messico 2016          |
| Porto Rico      | -                   | Stati Uniti 2015      |
| Rep. Dominicana | -                   | Messico 2016          |
| Stati Uniti     | -                   | Messico 2016          |
| Venezuela       | -                   | Stati Uniti 2015      |

## Torneo

### Fase a gironi
| Girone A        | Girone B   |
| --------------- | ---------- |
| Cuba            | Argentina  |
| Messico         | Canada     |
| Rep. Dominicana | Porto Rico |
| Stati Uniti     | Venezuela  |

#### Girone A

##### Risultati
| 25 luglio 2017 Robert Guertin Centre, Gatineau Durata: 1h:41 - Spettatori: 200 | Cuba            | 3 - 1 | Rep. Dominicana | 25-17, 25-22, 21-25, 25-22        |
| 25 luglio 2017 Robert Guertin Centre, Gatineau Durata: 1h:46 - Spettatori: 400 | Stati Uniti     | 3 - 1 | Messico         | 25-18, 25-23, 22-25, 25-18        |
| 26 luglio 2017 Robert Guertin Centre, Gatineau Durata: 1h:07 - Spettatori: 100 | Rep. Dominicana | 3 - 0 | Stati Uniti     | 25-14, 25-12, 25-19               |
| 26 luglio 2017 Robert Guertin Centre, Gatineau Durata: 1h:10 - Spettatori: 400 | Cuba            | 3 - 0 | Messico         | 25-15, 25-18, 25-15               |
| 27 luglio 2017 Robert Guertin Centre, Gatineau Durata: 1h:42 - Spettatori: 100 | Messico         | 1 - 3 | Rep. Dominicana | 23-25, 25-17, 17-25, 18-25        |
| 27 luglio 2017 Robert Guertin Centre, Gatineau Durata: 1h:59 - Spettatori: 500 | Stati Uniti     | 2 - 3 | Cuba            | 26-24, 21-25, 21-25, 25-19, 11-15 |

##### Classifica
| Pos | Squadra         | Pt | G | V | P | SV | SP | Ratio | PF  | PS  | Ratio |
| --- | --------------- | -- | - | - | - | -- | -- | ----- | --- | --- | ----- |
| 1   | Cuba            | 12 | 3 | 3 | 0 | 9  | 3  | 3.000 | 279 | 238 | 1.172 |
| 2   | Rep. Dominicana | 10 | 3 | 2 | 1 | 7  | 4  | 1.750 | 253 | 224 | 1.129 |
| 3   | Stati Uniti     | 6  | 3 | 1 | 2 | 5  | 7  | 0.714 | 246 | 267 | 0.921 |
| 4   | Messico         | 2  | 3 | 0 | 3 | 2  | 9  | 0.222 | 215 | 264 | 0.814 |

#### Girone B

##### Risultati
| 25 luglio 2017 Robert Guertin Centre, Gatineau Durata: 1h:09 - Spettatori: 100 | Argentina  | 3 - 0 | Porto Rico | 25-20, 25-14, 25-17               |
| 25 luglio 2017 Robert Guertin Centre, Gatineau Durata: 1h:45 - Spettatori: 500 | Canada     | 3 - 1 | Venezuela  | 25-17, 25-27, 25-15, 25-22        |
| 26 luglio 2017 Robert Guertin Centre, Gatineau Durata: 1h:19 - Spettatori: 200 | Argentina  | 3 - 0 | Venezuela  | 25-14, 25-18, 28-26               |
| 26 luglio 2017 Robert Guertin Centre, Gatineau Durata: 1h:18 - Spettatori: 600 | Canada     | 0 - 3 | Porto Rico | 21-25, 16-25, 22-25               |
| 27 luglio 2017 Robert Guertin Centre, Gatineau Durata: 2h:03 - Spettatori: 400 | Porto Rico | 3 - 2 | Venezuela  | 25-19, 17-25, 25-17, 25-27, 16-14 |
| 27 luglio 2017 Robert Guertin Centre, Gatineau Durata: 1h:23 - Spettatori: 800 | Canada     | 0 - 3 | Argentina  | 25-27, 23-25, 11-25               |

##### Classifica
| Pos | Squadra    | Pt | G | V | P | SV | SP | Ratio | PF  | PS  | Ratio |
| --- | ---------- | -- | - | - | - | -- | -- | ----- | --- | --- | ----- |
| 1   | Argentina  | 15 | 3 | 3 | 0 | 9  | 0  | MAX   | 230 | 171 | 1.345 |
| 2   | Porto Rico | 8  | 3 | 2 | 1 | 6  | 5  | 1.200 | 234 | 236 | 0.991 |
| 3   | Canada     | 4  | 3 | 1 | 2 | 3  | 7  | 0.428 | 218 | 233 | 0.935 |
| 4   | Venezuela  | 3  | 3 | 0 | 3 | 3  | 9  | 0.333 | 244 | 286 | 0.853 |

### Finali 1º e 3º posto
|  | Quarti          | Quarti     |            |        | Semifinali         | Semifinali         |  |  | Finale 1º/2º posto | Finale 1º/2º posto |
|  |                 |            |            |        |                    |                    |  |  |                    |                    |
|  |                 |            |            |        |                    |                    |  |  |                    |                    |
|  |                 |            |            |        |                    |                    |  |  |                    |                    |
|  | -               | -          |            |        |                    |                    |  |  |                    |                    |
|  | -               | -          |            |        |                    |                    |  |  |                    |                    |
|  | -               | -          |            |        |                    |                    |  |  |                    |                    |
|  | -               | -          | Cuba       | 1      |                    |                    |  |  |                    |                    |
|  |                 |            | Cuba       | 1      |                    |                    |  |  |                    |                    |
|  |                 | Porto Rico | 3          |        |                    |                    |  |  |                    |                    |
|  | Porto Rico      | Porto Rico | 3          | 3      |                    |                    |  |  |                    |                    |
|  | Porto Rico      |            |            | 3      |                    |                    |  |  |                    |                    |
|  | Stati Uniti     | 1          |            |        |                    |                    |  |  |                    |                    |
|  | Stati Uniti     | 1          | Porto Rico | 1      |                    |                    |  |  |                    |                    |
|  |                 |            | Porto Rico | 1      |                    |                    |  |  |                    |                    |
|  |                 | Argentina  | 3          |        |                    |                    |  |  |                    |                    |
|  | -               | Argentina  | 3          | -      |                    |                    |  |  |                    |                    |
|  | -               |            |            | -      |                    |                    |  |  |                    |                    |
|  | -               | -          |            |        |                    |                    |  |  |                    |                    |
|  | -               | -          | Argentina  | 3      | Finale 3º/4º posto | Finale 3º/4º posto |  |  |                    |                    |
|  |                 |            | Argentina  | 3      | Finale 3º/4º posto | Finale 3º/4º posto |  |  |                    |                    |
|  |                 | Canada     | 0          |        |                    |                    |  |  |                    |                    |
|  | Rep. Dominicana | Canada     | 0          | 1      | Cuba               | 3                  |  |  |                    |                    |
|  | Rep. Dominicana |            |            | 1      | Cuba               | 3                  |  |  |                    |                    |
|  | Canada          | 3          |            | Canada | 1                  |                    |  |  |                    |                    |
|  | Canada          | 3          |            |        | 1                  |                    |  |  |                    |                    |
|  |                 |            |            |        |                    |                    |  |  |                    |                    |
|  |                 |            |            |        |                    |                    |  |  |                    |                    |

#### Quarti di finale
| 28 luglio 2017 Robert Guertin Centre, Gatineau Durata: 1h:41 - Spettatori: 300 | Rep. Dominicana | 1 - 3 | Canada      | 20-25, 25-16, 21-25, 23-25 |
| 28 luglio 2017 Robert Guertin Centre, Gatineau Durata: 1h:48 - Spettatori: 300 | Porto Rico      | 3 - 1 | Stati Uniti | 21-25, 22-25, 25-20, 14-25 |

#### Semifinali
| 29 luglio 2017 Robert Guertin Centre, Gatineau Durata: 1h:41 - Spettatori: 800 | Cuba      | 1 - 3 | Porto Rico | 25-16, 17-25, 22-25, 21-25 |
| 29 luglio 2017 Robert Guertin Centre, Gatineau Durata: 1h:14 - Spettatori: 500 | Argentina | 3 - 0 | Canada     | 25-23, 25-15, 25-10        |

#### Finale 3º posto
| 30 luglio 2017 Robert Guertin Centre, Gatineau Durata: 1h:50 - Spettatori: 700 | Cuba | 3 - 1 | Canada | 25-18, 25-21, 22-25, 25-23 |

#### Finale
| 30 luglio 2017 Robert Guertin Centre, Gatineau Durata: 1h:50 - Spettatori: 300 | Porto Rico | 1 - 3 | Argentina | 23-25, 18-25, 25-23, 20-25 |

### Finali 5º e 7º posto
|  | Semifinali      | Semifinali      | Semifinali  |             |                 | Finale 5º/6º posto | Finale 5º/6º posto | Finale 5º/6º posto |  |
|  |                 |                 |             |             |                 |                    |                    |                    |  |
|  | Messico         | Messico         | 1           |             |                 |                    |                    |                    |  |
|  | Messico         | Messico         | 1           |             |                 |                    |                    |                    |  |
|  | Rep. Dominicana | Rep. Dominicana | 3           |             |                 |                    |                    |                    |  |
|  | Rep. Dominicana | Rep. Dominicana | 3           |             | Rep. Dominicana | Rep. Dominicana    | 2                  |                    |  |
|  |                 |                 |             |             | Rep. Dominicana | Rep. Dominicana    | 2                  |                    |  |
|  |                 |                 | Stati Uniti | Stati Uniti | 3               |                    |                    |                    |  |
|  | Venezuela       | Venezuela       | Stati Uniti | Stati Uniti | 3               | 0                  |                    |                    |  |
|  | Venezuela       | Venezuela       |             |             |                 | 0                  |                    |                    |  |
|  | Stati Uniti     | Stati Uniti     | 3           |             |                 | Finale 7º/8º posto | Finale 7º/8º posto | Finale 7º/8º posto |  |
|  | Stati Uniti     | Stati Uniti     | 3           |             |                 |                    |                    |                    |  |
|  |                 |                 |             |             |                 |                    |                    |                    |  |
|  |                 |                 |             |             |                 | Messico            | Messico            | 2                  |  |
|  |                 |                 |             |             |                 | Messico            | Messico            | 2                  |  |
|  |                 |                 |             |             |                 | Venezuela          | Venezuela          | 3                  |  |

#### Semifinali
| 29 luglio 2017 Robert Guertin Centre, Gatineau Durata: 1h:47 - Spettatori: 200 | Messico   | 1 - 3 | Rep. Dominicana | 26-24, 24-26, 19-25, 20-25 |
| 29 luglio 2017 Robert Guertin Centre, Gatineau Durata: 1h:16 - Spettatori: 150 | Venezuela | 0 - 3 | Stati Uniti     | 23-25, 14-25, 20-25        |

#### Finale 7º posto
| 30 luglio 2017 Robert Guertin Centre, Gatineau Durata: 2h:02 - Spettatori: 100 | Messico | 2 - 3 | Venezuela | 25-22, 16-25, 25-23, 17-25, 13-15 |

#### Finale 5º posto
| 30 luglio 2017 Robert Guertin Centre, Gatineau Durata: 1h:56 - Spettatori: 200 | Rep. Dominicana | 2 - 3 | Stati Uniti | 25-15, 22-25, 25-20, 25-27, 13-15 |

## Classifica finale
| Pos     | Squadra         | Rosa |
| ------- | --------------- | --- |
| Oro     | Argentina       | Formazione: 1 Toro, 2 Flores, 4 Cavanna, 5 Fernández, 6 Poglajen, 10 Bruno, 11 Solé, 12 Lima, 13 Darraidou, 14 Crer, 15 De Cecco, 16 González, 17 Imhoff, 18 Ramos, CT: Velasco         |
| Argento | Porto Rico      | Formazione: 1 Morales, 2 Goás, 3 Guzmán, 4 Del Valle, 6 Burgos, 7 Iglesias, 9 Maldonado, 11 Torres, 12 López, 13 Sánchez, 14 Román, 16 Rodríguez, 21 Vargas, 24 Cabrera, CT: Hernández  |
| Bronzo  | Cuba            | Formazione: 2 Melgarejo, 3 Yant, 4 Jiménez, 5 Concepción, 6 Sandoval, 7 García, 9 Osoria, 10 Gutiérrez, 14 Goide, 15 Albo, 18 López, CT: Niclas                                         |
| 4       | Canada          | Formazione: 1 Chancy, 2 Wojcik, 3 Schouten, 6 Riopel, 7 Demyanenko, 11 Scheerhoorn, 12 Keturakis, 14 Burt, 15 Duquette, 17 Epp, 20 Sclater, 22 Koppers, 23 McConkey, 24 Brar, CT: McKay |
| 5       | Stati Uniti     | Formazione: 2 Jarman, 3 Stahl, 4 Jendryk, 7 Greene, 8 Sander, 9 Langlois, 11 Seif, 13 Arnitz, 14 Ensing, 15 Wieczorek, 20 Stadick, 21 Saeta, 23 Tuileta, 25 Enriques, CT: Neilson       |
| 6       | Rep. Dominicana | Formazione: 3 Contreras, 4 Hernández, 5 Miéses, 6 García, 7 Frías, 8 López, 10 Abréu, 11 Cáceres, 12 Arredondo, 13 Mercedes, 15 Paulino, 16 Díaz, CT: Samuels                           |
| 7       | Venezuela       | Formazione: 1 Briceño, 2 Barreto, 3 González, 4 Mata, 5 Rodríguez, 7 Valencia, 8 Martínez, 9 Carrasco, 11 Verdi, 15 Arias, 17 Fayola, 22 Velásquez, CT: Sarti                           |
| 8       | Messico         | Formazione: 3 Garay, 4 Ruiz, 5 J. Rangel, 6 Perales, 8 Cruz, 10 P. Rangel, 11 Barajas, 12 Martínez, 15 García, 16 Chávez, 17 Orellana, 19 Mendoza, 20 Duarte, 23 Moreno, CT: Azair      |

## Premi individuali[2]
| Premio                | Nome               | Squadra         |
| --------------------- | ------------------ | --------------- |
| MVP                   | Martín Ramos       | Argentina       |
| Miglior realizzatore  | Emerson Rodríguez  | Venezuela       |
| Miglior servizio      | Edson Valencia     | Venezuela       |
| Miglior difesa        | Héctor Mata        | Venezuela       |
| Miglior ricevitore    | Héctor Mata        | Venezuela       |
| Miglior palleggiatore | Edgardo Goás       | Porto Rico      |
| Miglior opposto       | José Cáceres       | Rep. Dominicana |
| Miglior schiacciatore | Miguel Ángel López | Cuba            |
| Miglior schiacciatore | Wilfredo Hernández | Rep. Dominicana |
| Miglior centrale      | Mitchell Stahl     | Stati Uniti     |
| Miglior centrale      | Pablo Crer         | Argentina       |
| Miglior libero        | Héctor Mata        | Venezuela       |